# Río Luyanó
Río Luyanó är ett vattendrag i Kuba.   Det ligger i provinsen Havanna, i den västra delen av landet.